# Chydorus sphaericus
Chydorus sphaericus är en kräftdjursart som först beskrevs av O. F. Mueller 1785.  Chydorus sphaericus ingår i släktet Chydorus och familjen Chydoridae. Det är osäkert om arten förekommer i Sverige. Inga underarter finns listade i Catalogue of Life.